# Semqen
Semqen (cũng là Šamuqēnu) là một vị vua Hyksos của Hạ Ai Cập trong thời kỳ Chuyển tiếp Thứ Hai vào giữa thế kỷ thứ 17 TCN. Theo Jürgen von Beckerath ông là vị vua thứ ba của vương triều thứ 16 và là một chư hầu của các vị vua Hyksos thuộc vương triều thứ 15. Quan điểm này nhận được sự đồng thuận bởi William C. Hayes và Wolfgang Helck nhưng lại bị bác bỏ gần đây bởi Kim Ryholt. Trong nghiên cứu về thời kỳ Chuyển tiếp thứ Hai của mình vào năm 1997, Ryholt lập luận rằng các vị vua của vương triều thứ 16 đã cai trị một vương quốc Thebes độc lập vào khoảng năm 1650–1580 TCN. Do đó, Ryholt coi Semqen là một trong những vị vua Hyksos đầu tiên của vương triều thứ 15, có lẽ là vị vua đầu tiên của nó. Cách giải thích này đã thuyết phục được một số nhà Ai Cập học, như là Darrell Baker và Janine Bourriau, nhưng lại không thuyết phục được những người khác bao gồm cả Stephen Quirke.

## Chứng thực
Chứng thực duy nhất cùng thời của Semqen đó là một con dấu bọ hung bằng đá steatite nâu đến từ Tell el-Yahudiyeh ở khu vực châu thổ sông Nile. Điều đáng lưu ý đó là, con dấu này ghi lại tước hiệu của ông là Heka-chasut, "vua của những vùng đất ngoại bang", một tước hiệu chỉ dành riêng cho các vị vua Hyksos đầu tiên. Hơn nữa, kiểu mẫu của con bọ hung này chỉ ra rằng nó dường như đã được tạo ra dưới thời vương triều thứ 14 hoặc 15, trường hợp sau có nhiều khả năng hơn.
Vị trí ban đầu của con dấu, tước hiệu được khắc cùng và kiểu mẫu của nó đã khiến cho Kim Ryholt đề xuất rằng Semqen thuộc về giai đoạn đầu của vương triều thứ 15, mặc dù vậy ông ta cũng chỉ ra tính phỏng đoán của tuyên bố này. Ryholt hơn nữa còn nói thêm rằng tước hiệu Heka-chasut, ngay cả khi nó chắc chắn bắt nguồn từ vương triều thứ 15, có thể không chỉ được mang bởi duy nhất các vị vua của vương triều này.